# عزة (البيضاء)

تعديل مصدري - تعديل

عزة هي إحدى قرى عزلة الهجرة بمديرية البيضاء التابعة لمحافظة البيضاء، بلغ تعداد سكانها 928 نسمة حسب تعداد اليمن لعام 2004.